# Българско почвоведско дружество
Българското почвоведско дружество е организация, която разпространява знанията и иновационните продукти на науката за почвите, подпомага държавната политика за рационално ползване и опазване на почвените и поземлени ресурси, изгражда висок международен престиж на българското почвознание и аграрната научна общност.
Дружеството е учредено през 1941 г. по инициатива на осем професори от Агрономическия факултет на Софийския университет, но не е регистрирано в съда. Уставът му е утвърден на 26 юни 1942 г. със заповед на министъра на вътрешните работи и народното здраве. Целта му е да запознае широката общественост с почвознанието, и с особен акцент върху значението на почвите. То продължава научните идеи и задачи на основоположника на българското почвознание Никола Пушкаров. Първият председател на дружеството е проф. Иван Странски. През 1959 г. е направена регистрация в Софийския народен съд, след проведено Второ учредително събрание с 58 члена. За председател е избран проф. Цветан Стайков. След него се ръководи последователно от професорите Иван Гърбучев, Лулчо Райков, Тодор Бояджиев, Иван Колчаков и Райна Дилкова. От 2013 г. председател е проф. Методи Теохаров.
Българското почвоведско дружество е колективен член на Международния съюз по почвознание, поддържа постоянно ползотворни връзки и делови контакти с почвоведски организации и водещи учени от редица страни по света и най-вече от Европейския съюз, Русия, Китай, САЩ и Балканите. Негови членове са повече от 70 учени и специалисти от различни институти и висши училища, неправителствени и държавни организации.